# Romanització
|  | Vegeu Romanització (desambiguació) per altres significats de romanització. |

La romanització és un procés de transcripció o transliteració en el qual es representa una paraula o un text amb lletres de l'alfabet llatí on el text original té una escriptura diferent. Se sol entendre per romanització més específicament la dels idiomes xinès, japonès i coreà, encara que es pot aplicar a qualsevol idioma que tingui una escriptura diferent de la llatina.
El procés anàleg en què s'utilitzen lletres de l'alfabet ciríl·lic es coneix com a ciril·lització, i el procés anàleg en què s'utilitzen lletres de l'alfabet grec es coneix com a hel·lenització.

## Sistemes de romanitzacions
Àrab
- Romanització de l'àrab

Armeni
- Romanització de l'armeni

Coreà
- McCune-Reichshauer
- Romanització revisada del coreà

Georgià
- Romanització del georgià

Grec
- Romanització del grec

Hebreu
- Romanització de l'hebreu

Japonès (vegeu rômaji)
- Hepburn
- Kunrei-shiki
- Nihon-shiki

Xinès
- Romanització del xinès mandarí
- Hanyu pinyin, l'estàndard actual
- Tongyong pinyin
- Wade-Giles
- Gwoyeu Romatzyh
- Latinxua Sin Wenz